# Presidio
För andra betydelser, se Presidio (olika betydelser).

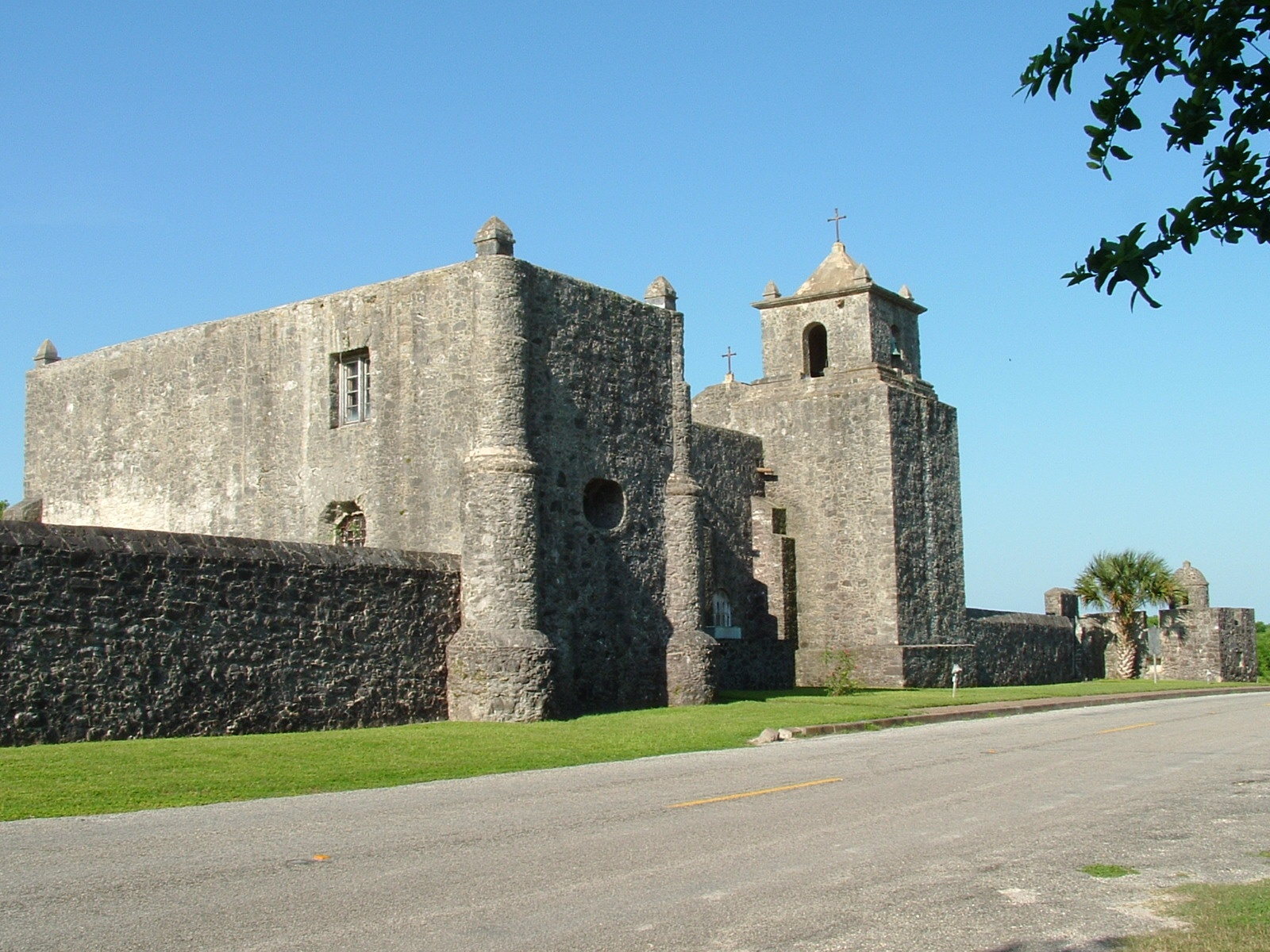
Presidio de Nuestra Señora de Loreto de la Bahía i Texas. Foto från 2008.

Presidio var den spanska termen för en garnison, eller ett fort eller stad med en militär garnison, som fanns vid Nya Spaniens norra gränser. Santa Fe var en stad med garnison, övriga presidios i Nya Spanien var fort. Termen var i fortsatt bruk efter den mexikanska självständigheten och används idag även av Förenta Staternas armé som benämning på militära etablissemang i de historiska spansktalande delarna av USA, som annars kallas fort.

## Presidions soldater
En presidio var bemannad med en distinkt typ av soldater, som kallades tropas presidiales eller dragones de cuera efter det kraftiga läderpansar de bar i fält, som skydd mot indianska pilar.

## Förteckning över presidios i Nya Spanien

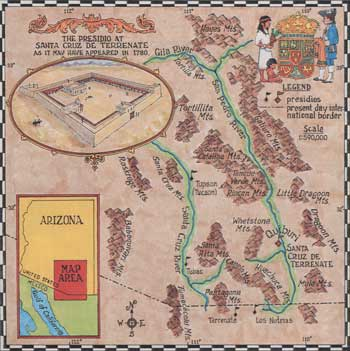
Presidio de Santa Cruz de Terrenate i nuvarande Arizona. Karta och teckning av Joel Ramirez.

Förteckningen är uppställd efter moderna administrativa indelningar (delstater i USA och Mexiko).

### Arizona
- "Presidio Real de San Ignacio de Tubac", grundat år 1752 i Tubac.
- "Presidio Real de San Augustin de Tucson", grundat år 1776 i Tucson.
- "Presidio Real de Santa Cruz de Terrenate", grundat år 1776 nära dagens Tombstone.

### Chihuahua
- "Presidio Real de Nuestra Señora de las Caldas de Guajoquilla", grundat år 1752 i Jiménez.

### Coahuila
- "Presidio Real de Santiago del Saltillo del Ojo de Agua", 1577-1677 i Saltillo.
- "Presidio Real de San Francisco de Coahuila", grundat 1678 i Monclova.
- "Presidio Real de San Juan Bautista del Río Grande", 1701-1794 i Guerrero (Coahuila).
- "Presidio Real de Santa Rosa Maria de Sacramento", grundat 1738.
- "Presidio Real de San Fernando de Austria", grundat 1739 i Zaragoza.
- "Presidio Real de San Vicente", grundat 1772.
- "Presidio Real de Monclova Viejo", grundat 1773 eller 1774 nära Piedras Negras.
- "Presidio Real de San Antonio Bucareli de la Babia", grundat år 1774-1778 i nuvarande La Babia.

Källa: 

### Florida
- "Presidio Real de Santa Maria de Galve", grundat år 1696, nära Pensacola.

### Kalifornien

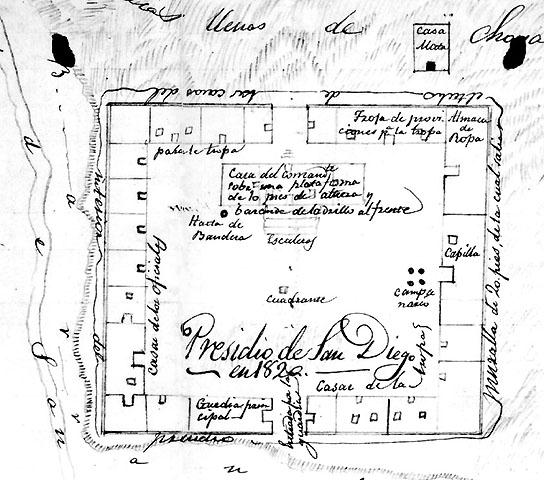
Planritning över Presidio Real de San Diego, i San Diego, Kalifornien 1820.

- "Presidio Real de San Carlos de Monterey", grundat år 1770 i Monterey.
- "Presidio Real de San Diego", grundat år 1769 i San Diego.
- "Presidio Real de San Francisco", grundat år 1776 i San Francisco.
- "Presidio Real de Santa Bárbara", grundat år 1782 i Santa Barbara.
- "Presidio de Sonoma", grundat år 1836 i Sonoma.

### Louisiana
- "Presidio Real de Nuestra Señora del Pilar de los Adaes", grundat år 1721 nära Robeline.

### New Mexico
- "Presidio Real de Santa Cruz de la Cañada", i Santa Cruz (New Mexico).
- "Presidio Real de Paso del Norte", grundat år 1683 på New Mexicos sida av Rio Grande, Flyttad 1773 till El Paso, Texas.
- "Presidio Real de Santa Fé", grundad 1610 i Santa Fe.

### Nuevo Leon
- "Presidio Real de San Gregorio de Cerralvo", grundat år 1626.

### Sonora
- "Presidio Real de San Felipe y Santiago de Janos", grundat år 1685 i Janos.
- "Presidio Real de Santa Gertrudis del Altar", grundat år 1755 i Altar (Sonora).
- "Presidio Real de Fronteras", grundat år 1692, sedan flyttat till Fronteras.

### Texas

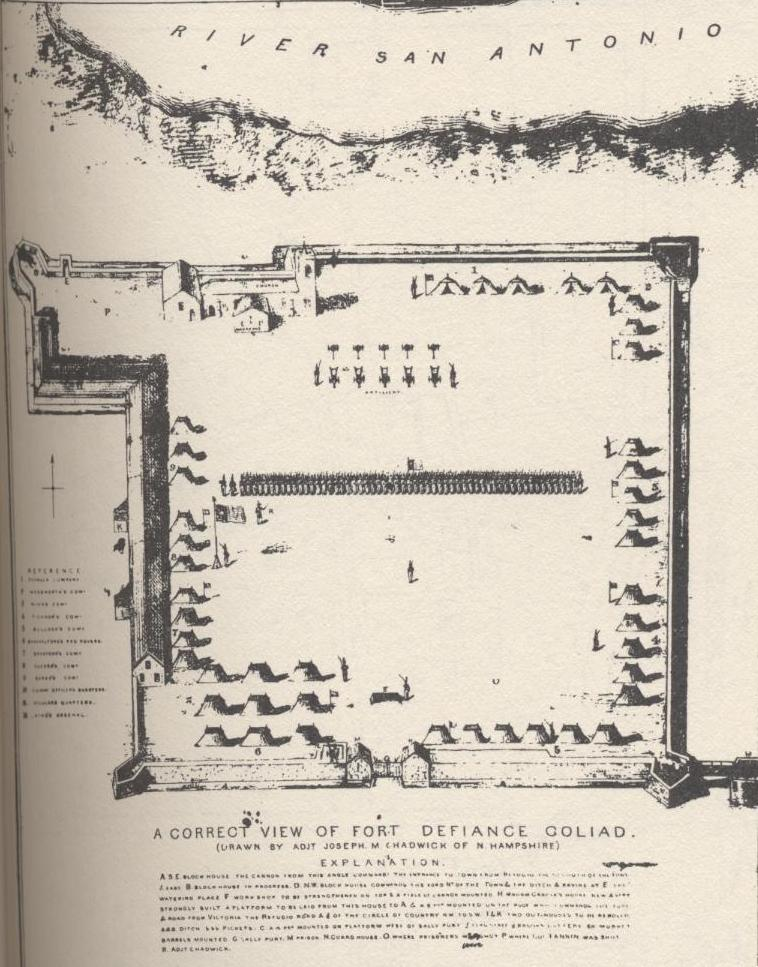
Planritning över Presidio de Nuestra Señora de Loreto de la Bahía i Texas från 1836, när presidion övertagits av Republiken Texas.

- "Presidio Real de Fuerte de Santa Cruz del Cibolo", grundat år 1771 mellan San Antonio och Goliad County.
- "Presidio Real de San Antonio de Bexar", grundat år 1718 i San Antonio.
- "Presidio Real de San Agustín de Ahumada", grundad 1756 i Chambers County.
- "Presidio Real de Nuestra Señora de Loreto de la Bahía", grundat år 1721 i Goliad County.
- "Presidio Real de San Carlos de Cerro Gordo", grundat år 1772.
- "Presidio Real de San Luis de las Amarillas", grundat år 1772 nära nuvarande Menard.
- "Presidio Real de la Junta de los Ríos Norte y Conchos", grundat år 1760 i nuvarande Presidio County.